# Element Eighty
Element Eighty es una banda estadounidense de Tyler, Texas de Nu metal y Metal alternativo. La banda se formó en 1995. Se separaron en el 2006, sólo para reunirse unos meses después, a mediados de 2007 para trabajar en su cuarto álbum. El vocalista de la banda comunicó que era el fin de Element Eighty en 2009, la banda se encuentra reunida desde 2021, tras 12 años de separación.

## Biografía
Element Eighty se formó en el año 2000, lanzaron su álbum debut Mercuric el 21 de junio de 2001. En abril de 2003, la banda firmó un contrato con Universal/Republic Records. Su álbum titulado Element Eighty fue puesto a la venta el 28 de octubre de 2003. La banda estuvo de gira con artistas como Sevendust, Mudvayne, 3 Doors Down, Slipknot, Shinedown, Korn, Hellyeah, Ill Niño, Flaw, 40 Below Summer y Mushroomhead.
La canción "Broken Promises" fue una de las bandas sonoras en Need for Speed: Underground. La canción también hizo un moderado impacto en los EE. UU.
Después de varios meses de gira, la banda vio que su sello discográfico no tenía ningún interés en impulsar la banda, no hubo vídeos musicales o cualquier tipo de promoción. La banda más tarde se desvinculó de Universal/Republic, a finales de 2004. Poco después de su salida, el bajista original Roon decidió abandonar la banda. Más tarde fue sustituido por Zack Bates.
La banda lanzó su tercer álbum, The Bear, el 5 de noviembre de 2005 por medio de su propia etiqueta, Texas Cries Records. El álbum estaba sólo disponible a través de la web oficial de la banda y en los recitales.
Después de la disolución en diciembre de 2006, Element Eighty se reunió en mayo de 2007, para grabar su cuarto álbum, pero de acuerdo a su página de MySpace la grabación ha sido se vio ralentizada debido a cuestiones personales; 3 años después, en mayo de 2010, David Galloway anuncia oficialmente la definitiva disolución de la banda. 
El 15 de agosto de 2021, Element Eighty anuncia por una nueva cuenta de Instagram oficial que la banda se encuentra reunida con todos los miembros originales. Se desconoce aún si existen proyectos como grabaciones de nuevos discos, conciertos, etc.

Ryan Carroll estuvo tocando con la banda de Dallas AdaKaiN, que también incluyó Matt Woods para una breve carrera durante la separación.

## Integrantes
- David Galloway (Vocalista)
- Matt Woods (Guitarra)
- Ryan Carroll (Batería)
- Zack Bates (Bajo)

## Discografía
- Mercuric (2001)
- Element Eighty (2003)
- The Bear (2005)

- Datos: Q1327765
- Multimedia: Element Eighty / Q1327765